# IHL 1933/34
Die Saison 1933/34 war die fünfte reguläre Saison der International Hockey League (IHL). Meister wurden die London Tecumsehs.

## Modus
In der Regulären Saison absolvierten die sechs Mannschaften jeweils 44 Spiele. Für einen Sieg erhielt jede Mannschaft zwei Punkte, bei einem Unentschieden einen Punkt und bei einer Niederlage null Punkte.

## Reguläre Saison

### Tabelle
Abkürzungen: GP = Spiele, W = Siege, L = Niederlagen, T = Unentschieden, GF = Erzielte Tore, GA = Gegentore, Pts = Punkte
|                   | GP | W  | L  | T  | GF  | GA  | Pts |
| ----------------- | -- | -- | -- | -- | --- | --- | --- |
| Detroit Olympics  | 44 | 23 | 16 | 5  | 104 | 98  | 51  |
| Buffalo Bisons    | 44 | 20 | 13 | 11 | 90  | 66  | 51  |
| London Tecumsehs  | 44 | 18 | 17 | 9  | 92  | 80  | 45  |
| Syracuse Stars    | 44 | 19 | 21 | 4  | 114 | 120 | 42  |
| Windsor Bulldogs  | 44 | 18 | 23 | 3  | 84  | 103 | 39  |
| Cleveland Indians | 44 | 16 | 24 | 4  | 104 | 121 | 36  |